# Vaguada costera
Una vaguada costera es un fenómeno meteorológico que afecta la zona sur-occidental de América del Sur o la Zona Central de Chile. Consiste en un área de baja presión en superficie, que se presenta frente a la costa, que al desplazarse hacia el este obliga a descender a masas de aire desde la ladera occidental de la cordillera de la costa.

## Definición

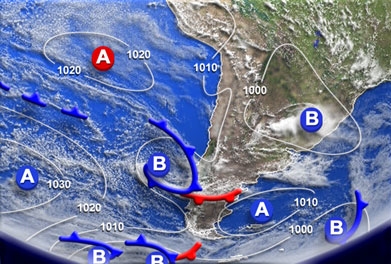
Carta sinóptica Sur América en el momento que un frente del O. Pacífico impacta a la costa chilena impidiendo la formación de una vaguada.

Se define vaguada como una zona en donde la presión atmosférica es relativamente más baja que en los alrededores. Puede ser vista en una carta sinóptica como una estructura elongada en el campo de presión en donde el viento circula ciclónicamente sin cerrarse. La vaguada costera o "baja costera" es una zona de baja presión que se forma en la costa central de Chile y que habitualmente se desplaza de norte a sur. Este fenómeno sólo se manifiesta en la parte baja de la atmósfera, generando nubes cerca del suelo, denominadas estratos, y en ocasiones nieblas y lloviznas.
Si se observa un mapa sinóptico de Sudamérica se apreciará rápidamente una gran "A" en el océano Pacífico que corresponde al área de alta presión semipermanente del Pacífico sur (Alta Subtropical)(de color rojo en el mapa). Dentro del continente se puede apreciar frecuentemente un área de alta presión típica de una masa de aire frío que se desplaza desde el sur hacia el centro de Argentina. Entre ambos fenómenos se desarrolla la vaguada costera.

## Descripción
Tiene dos etapas:
- Fase suroeste, determina que el aire fluya desde el este, descendiendo desde la cordillera hacia el oeste, intensificando la capa de inversión térmica y acercándola a la superficie, afectando la región con cielos despejados y agradables temperaturas.
- Fase noroeste, afecta la zona con aire húmedo desde la costa, nublado con densa neblina y bajas temperaturas, mejorando las condiciones de ventilación y terminando su paso.

## Problemas ambientales
La vaguada costera se presenta durante todo el año. Pero es durante el otoño y el invierno cuando más se oye de este término, ya que es el período en que causa su mayor impacto en la contaminación atmosférica, debido a las desfavorables condiciones de dispersión de contaminantes que genera en el valle del Maipo, lugar donde se sitúa la ciudad de Santiago de Chile. El viento del este acerca el smog hacia los valles lo que aumenta el índice de contaminación santiaguino.